# ننیوئت (نیویورک)
ننیوئت (به انگلیسی: Nanuet) یک منطقهٔ مسکونی در ایالات متحده آمریکا است که در کلارکستوون واقع شده‌است. ننیوئت ۱۴٫۱ کیلومتر مربع مساحت و ۱۷٬۸۸۲ نفر جمعیت دارد و ۹۱ متر بالاتر از سطح دریا واقع شده‌است.